# Giltner
Giltner – wieś w Stanach Zjednoczonych, w stanie Nebraska, w hrabstwie Hamilton.